# Южноафриканский канареечный вьюрок
Южноафриканский канареечный вьюрок (лат. Crithagra symonsi) — вид воробьиных птиц из семейства вьюрковых (Fringillidae), эндемик Драконовых гор. Наиболее близок к капскому канареечному вьюрку. 
В диком виде вид обитает лишь в Лесото и провинции Квазулу-Натал на склонах Драконовых гор, поросших кустарником и низкорослыми деревьями.
Длина тела 13—14 см, один из самых мелких в семействе вьюрковых.